# Hans Wertinger

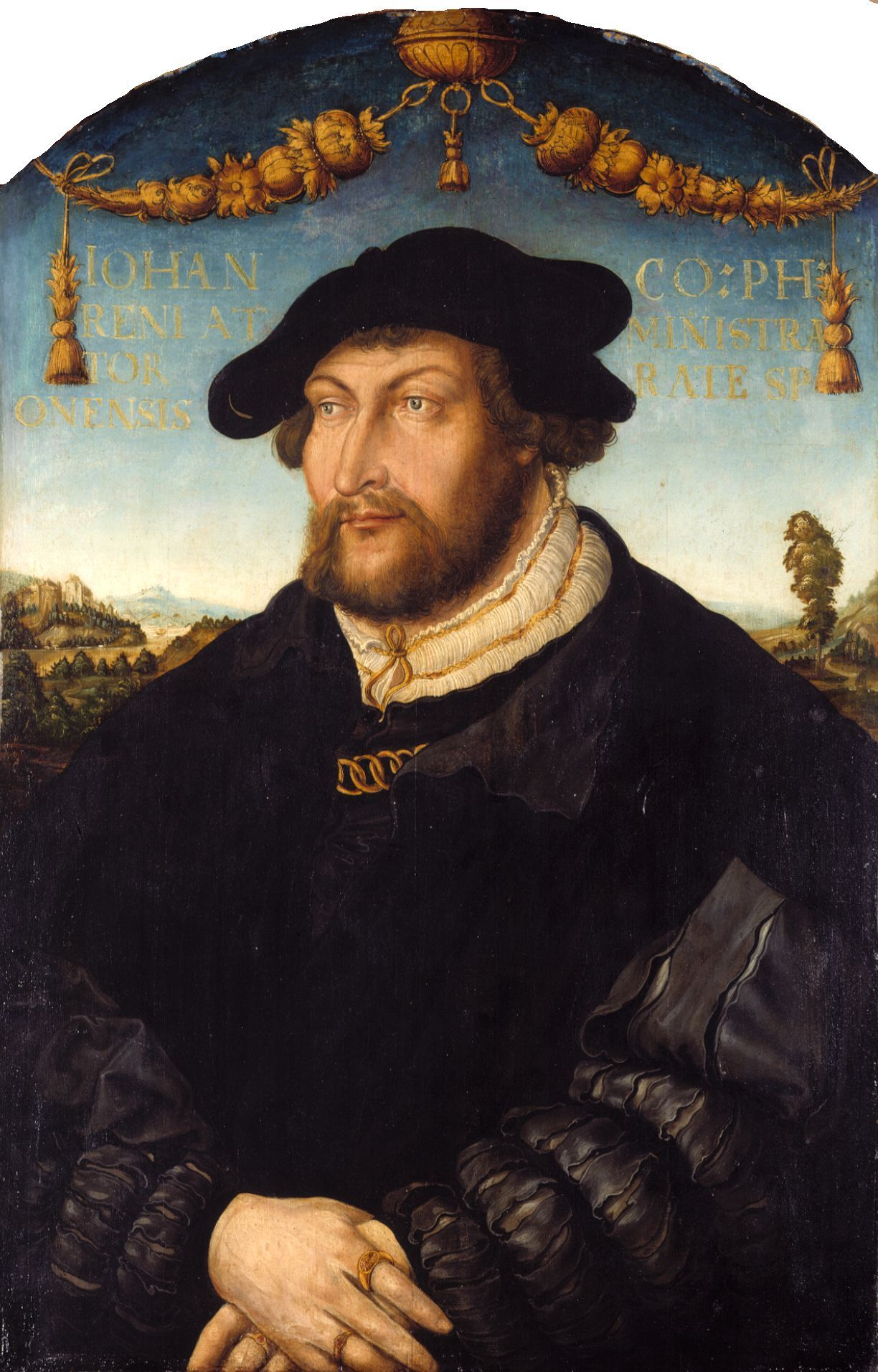
Johann von der Pfalz

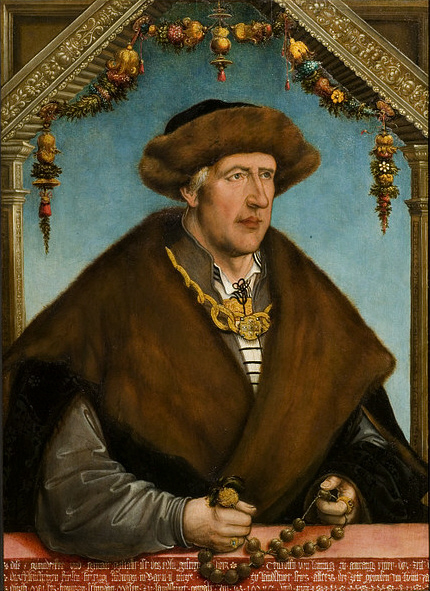
Christoph von Laiming

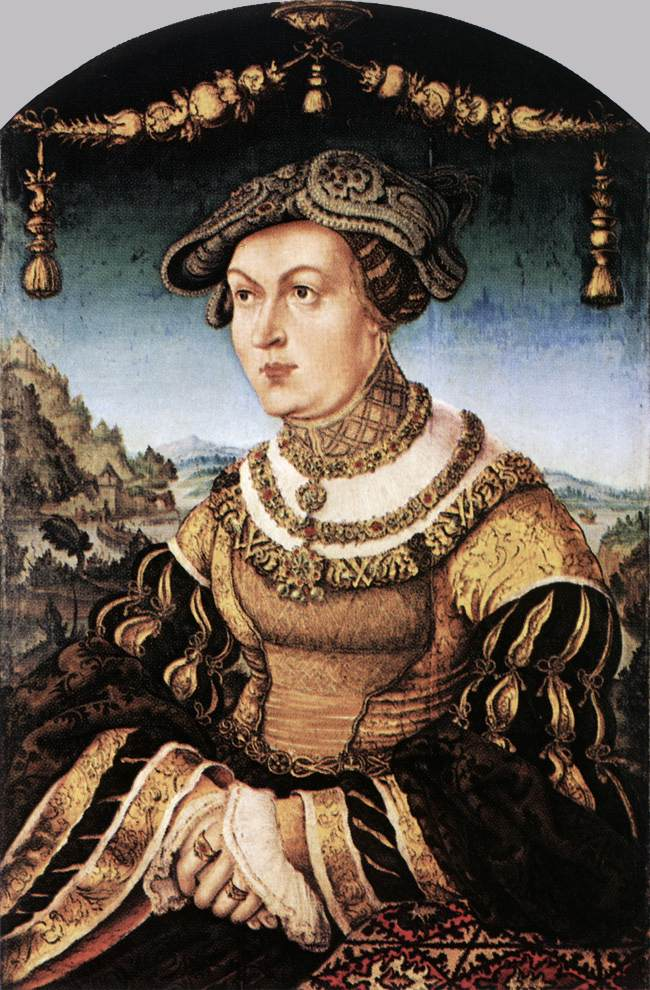
Maria Jakobäa von Baden

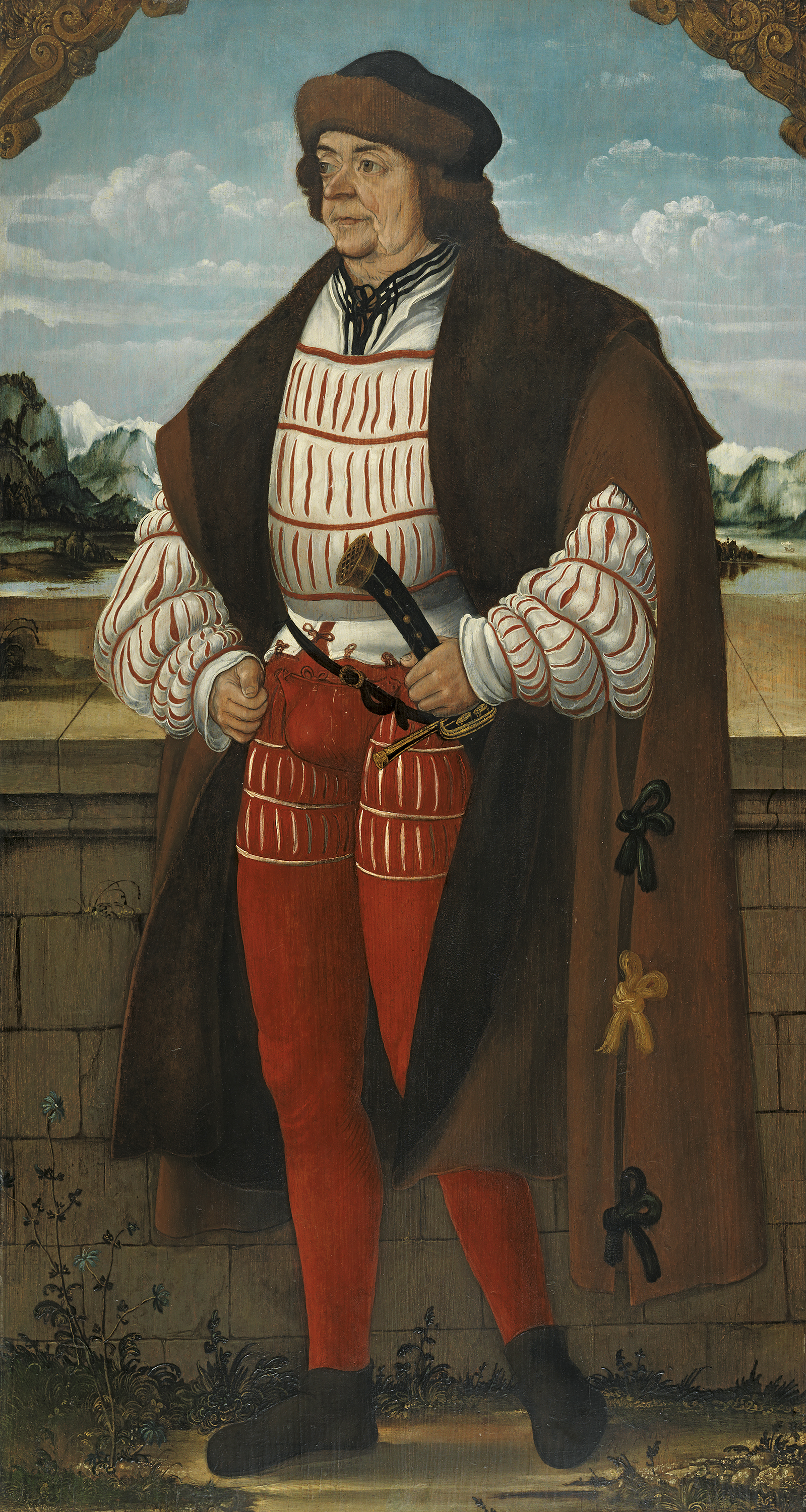
Ritter Christoph

Hans Wertinger (* um 1465/70 vermutlich in Landshut; † 17. November 1533 ebenda), auch Hans Schwab von Wertinger oder Schwabmaler genannt, war ein deutscher Zeichner, Maler und Glasmaler der Spätgotik und der Renaissance. Er gilt als ein bedeutender Vertreter der Altlandshuter Malschule.

## Leben
Hans Wertinger wurde vermutlich in Landshut geboren. Der Name Wertinger und die Bezeichnung Schwabmaler lassen auf die Herkunft seiner Familie aus der heute zum Landkreis Dillingen an der Donau im bayerischen Regierungsbezirk Schwaben gehörenden Stadt Wertingen schließen. Durch seine Heirat mit Elisabeth, der Tochter eines Seidenstickers, erwarb Hans Wertinger im Jahr 1491 das Landshuter Bürgerrecht. Er besaß von 1511 bis 1531 das Haus Kirchgasse Nr. 228, an dem sich heute eine Gedenktafel befindet.
Ausgebildet wurde Hans Wertinger vermutlich in der Werkstatt des Landshuter Malers Sigmund Gleismüller. Seine Aufträge erhielt er vor allem vom Freisinger Fürstbischof Philipp von der Pfalz und von Herzog Ludwig X. von Bayern, der in Landshut residierte. 1518 wird Hans Wertinger als dessen Hofmaler genannt.
Neben einigen Altarbildern schuf Hans Wertinger vor allem Porträts und eine Serie von Monats- und Jahreszeitenbildern. Seine Porträts sind meist oben von Girlanden gerahmt. Als bedeutendstes Bleiglasfenster ist das Verkündigungsfenster im Münster Zur Schönen Unserer Lieben Frau in Ingolstadt erhalten.
Hans Wertinger fand seine letzte Ruhestätte im alten Franziskanerkloster in Landshut.

## Werke

### Gemälde
- 1498: Sigmund-Tafel im Freisinger Dom
- Spätes 15. bis erstes Drittel des 16. Jahrhunderts: Monatsbild: Oktober[2]
- 1515: Bildnis Friedrichs II. des Weisen von der Pfalz[3]
- 1515: Bildnis des Pfalzgrafen Philipp, Bischof von Freising[4]
- 1515: Der Hofnarr Ritter Christoph[5]
- 1515/16: Fünf Bilder an der Vorder- und Rückseite der Predella des Leinberger-Altars des Kastulusmünsters in Moosburg an der Isar
- 1515–1520: Holzschnittentwürfe für den Landshuter Buchdrucker Johann Weyssenberger
- 1516: Porträt des Herzogs Ludwig X. von Bayern[6]
- 1516–1525: Sieben Tafeln aus einer Folge von Monatsbildern: März, Mai, Juni, Juli, August, September, Dezember[7]
- 1516/1525: Zwei Tafeln aus einer Folge von Bildern des Landlebens: Badehaus und Schlachtszene[8]
- 1516/1525: Zwei Tafeln aus einer Folge von Bildern des Landlebens: Fuchs- und Hirschjagd im Winter[9]
- 1517: Christoph von Laiming[10]
- um 1520: Altarflügel in der Pfarrkirche St. Peter in Gündlkofen (Bruckberg)
- um 1525: Sommer[11]
- 1525/30: Die Bärenjagd[12]
- 1526: Bildnis des Pfalzgrafen Johann III., Administrator des Bistums Regensburg[13]
- 1526: Bildnisdiptychon – Linke Tafel: Bildnis des Herzogs Wilhelm IV. von Bayern[14]
- 1526: Bildnisdiptychon – Rechte Tafel: Bildnis der Maria Jakobäa von Baden, Herzogin von Bayern[15]
- Erstes Drittel des 16. Jahrhunderts: Kreuzigungsgruppe mit Heiligen und Stifter (Kalvarienberg)[16]
- ????: Porträt eine Mannes mit Rosenkranz[17]

### Bleiglasfenster
- um 1520: Bleiglasfenster für das Münster Zur Schönen Unserer Lieben Frau in Ingolstadt
- 1527: Verkündigungsfenster im Münster Zur Schönen Unserer Lieben Frau in Ingolstadt
- 1528: Johannes der Täufer hinter dem Stifter Hanns Baumgartner und seiner Familie[18]
- 1528: Heiliger Georg hinter dem knienden Stifter Jorig Baumgartner und seiner Familie[19]

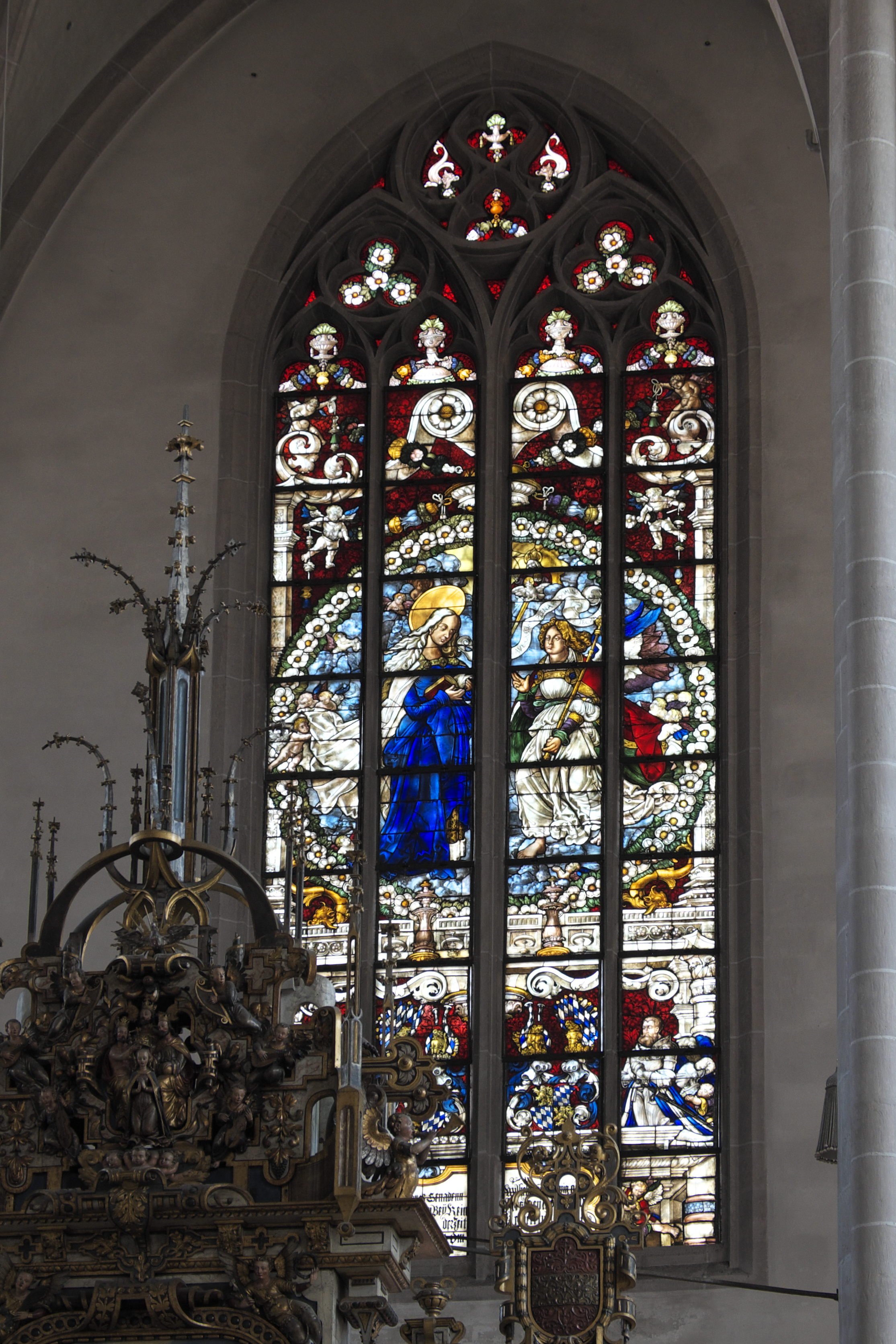
Verkündigungsfenster im Münster Zur Schönen Unserer Lieben Frau in Ingolstadt
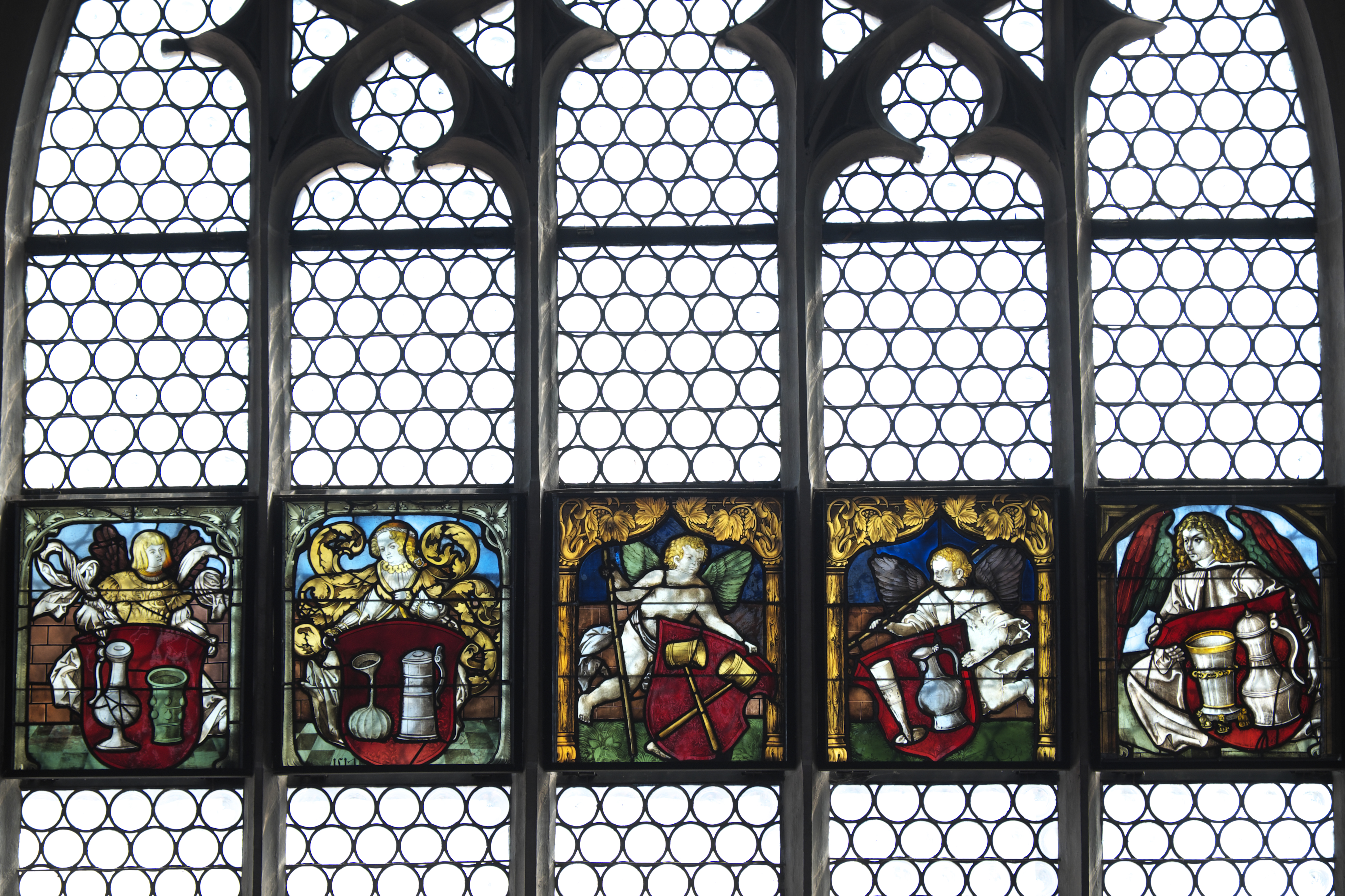
Zunftscheiben im Münster Zur Schönen Unserer Lieben Frau in Ingolstadt
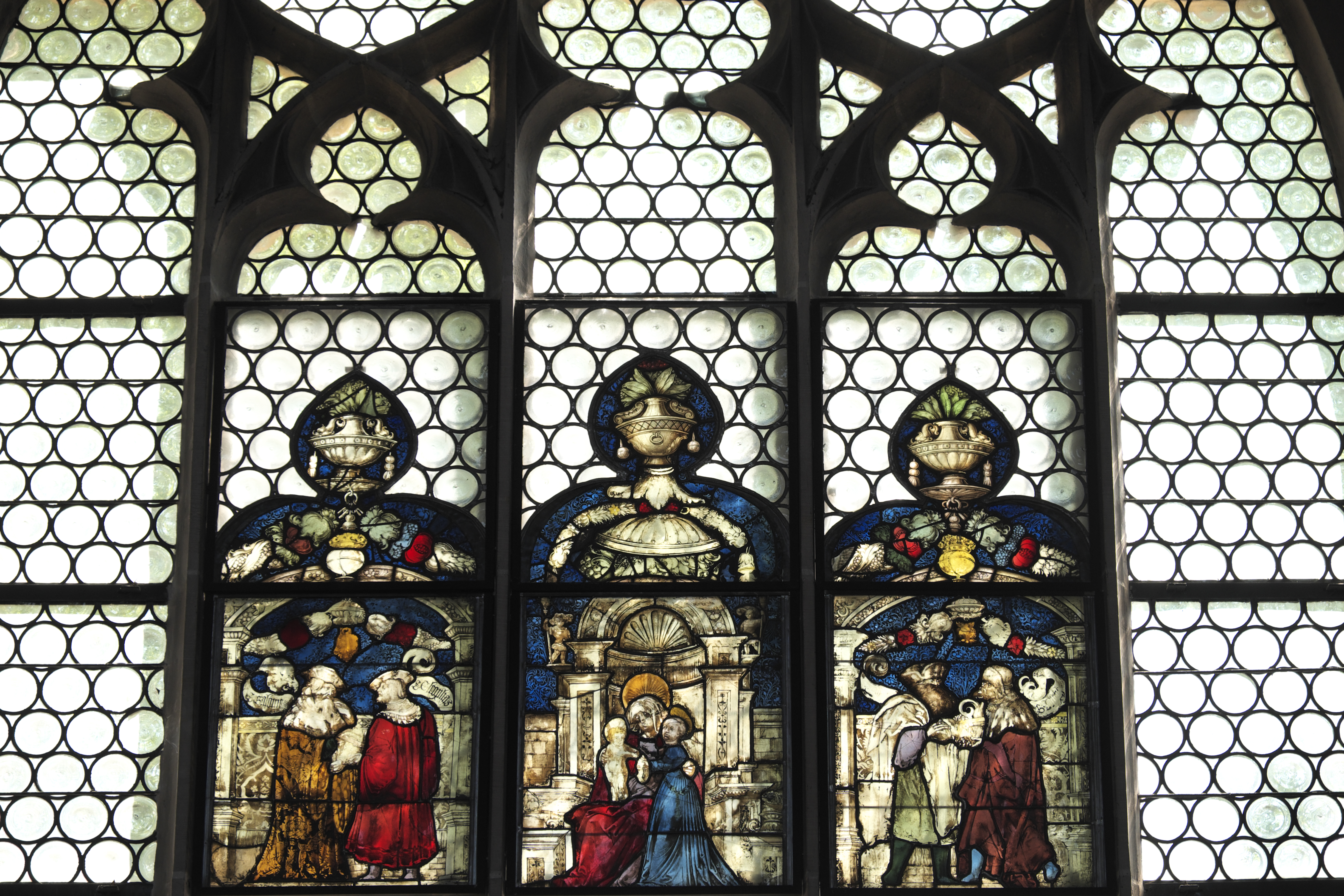
Anna Selbdritt-Fenster im Münster Zur Schönen Unserer Lieben Frau in Ingolstadt
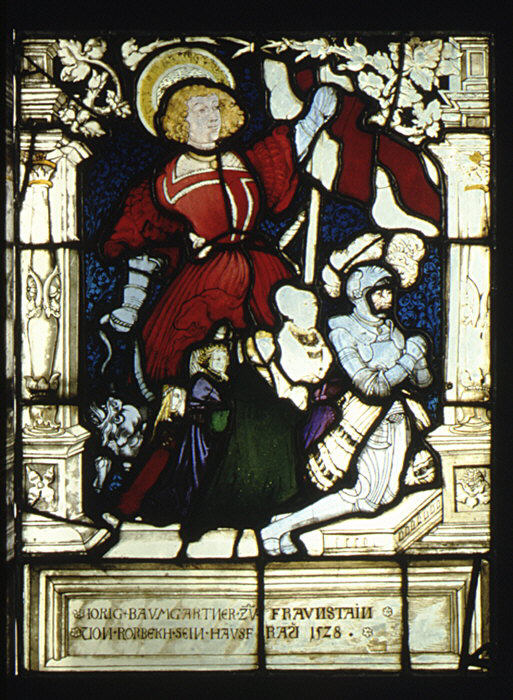
Heiliger Georg hinter dem knienden Stifter Jorig Baumgartner und seiner Familie
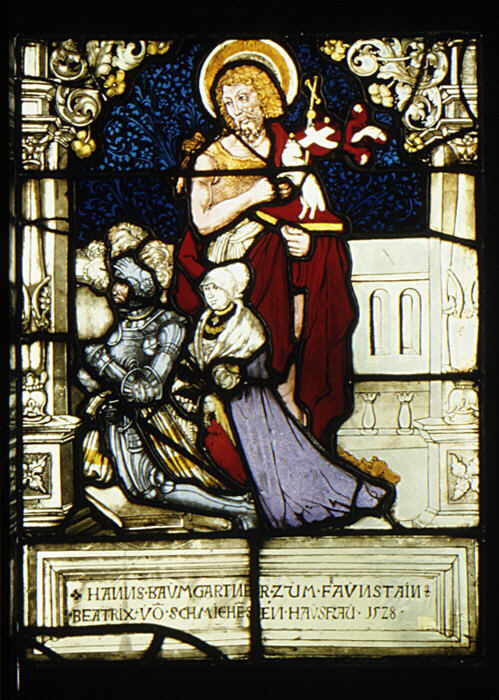
Johannes der Täufer hinter dem Stifter Hanns Baumgartner und seiner Familie